# Rhodopechys
A Rhodopechys a madarak osztályának verébalakúak (Passeriformes) rendjébe a pintyfélék (Fringillidae) családjába tartozó nem.

## Rendszerezésük
A nemet Jean Cabanis német ornitológus írta le 1851-ben, az alábbi 2 faj tartozik ide:
- ázsiai rózsásszárnyúpinty (Rhodopechys sanguineus)
- atlaszi rózsásszárnyúpinty (Rhodopechys alienus)